# 방향탐지기

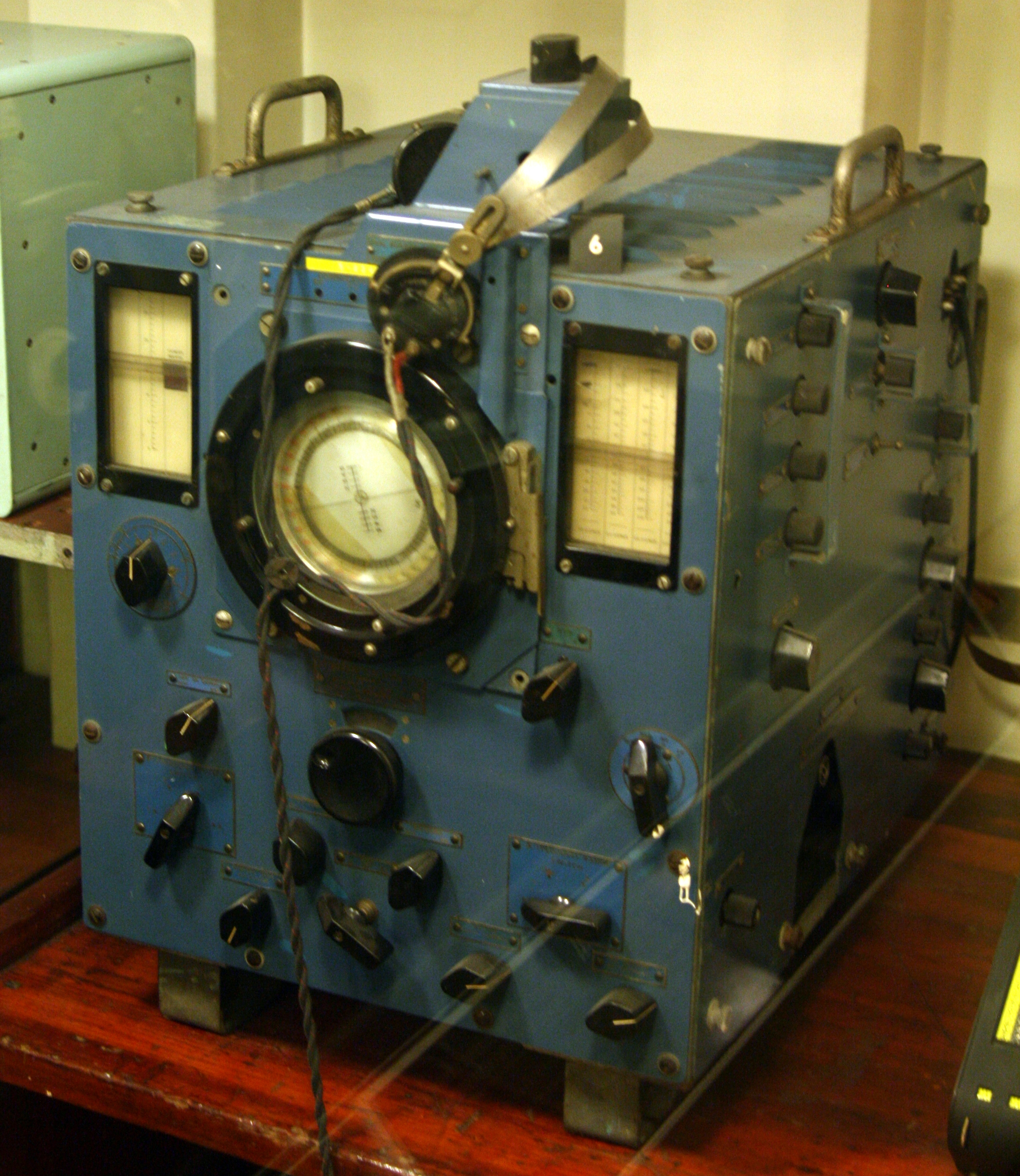

방향탐지기(方向探知機, direction finder) 또는 무선방향탐지기(無線方向探知機, radio direction finder, RDF)는 전파가 발생하는 방향을 탐지하는 수신장치다. 보통 자신의 위치를 파악하기 위해 또는 조난자를 구출하기 위해 사용된다. 무선방향탐지기를 갖춘 이동 수단은 '무선방향탐지국'이라 한다. 레이다는 전파를 발생시키고 전파를 수신하는 반면, 무선방향탐지기는 수신만 하기 때문에 전파를 발생시켜주는 '무선표지국'을 필요로 한다. 무선방향탐지기는 안테나의 특성에 따라 전파탐지 방식이 결정되며 루프 안테나, 애드콕 안테나, 센스 안테나, 고니오미터 등 이 있으나 루프 안테나가 대표적이다. 전파법 시행령 117조에 따라 무선방햠탐지국에서는 무선방향탐지기 운용 자격을 갖춘 무선종사자를 배치하도록 규정하고 있다. 레이다와 GPS의 상용화로 무선방향탐지기의 의존도는 낮아지고 있다.